# Fahrwangen
Fahrwangen (gsw. Faarwange) – gmina (Einwohnergemeinde) w Szwajcarii, w kantonie Argowia, w okręgu Lenzburg. Liczy 2 338 mieszkańców (31 grudnia 2020). Leży opodal jeziora Hallwiler.